# 斯盧什科宮
斯盧什科宮是位於立陶宛首都維爾紐斯的一座宮殿，外觀為巴洛克式建築。斯盧什科宮修建於1690年至1700年期間。在1705年至1709年期間，俄羅斯沙皇彼得大帝曾經居住在這裡。現在這裡是立陶宛音樂戲劇學院的所在地。